# Железная пята (фильм)
«Железная пята» (1919) — российский фантастический фильм Владимира Гардина по мотивам одноимённого романа Джека Лондона. Вышел на экраны 4 ноября 1919 года.
Фильм представлял собой экранизацию эпизодов романа Джека Лондона «Железная пята» и был предназначен для сопровождения театрального спектакля — первой экспериментальной постановки класса «кинонатурщиков» Госкиношколы. Кинофрагменты предполагалось чередовать сценическими эпизодами, в которых были заняты те же актёры, что и в фильме.
Фильм не сохранился.

## Сюжет
По сюжету историки далекого будущего изучают документы XX века, в которых описан кризис в США, установление фашистской диктатуры и последующая мировая революция.

## В ролях
- Андрей Горчилин — Джексон, рабочий
- Ольга Преображенская — Эвиз
- Леонид Леонидов — Уиксон
- Николай Знаменский — Эвергард

В эпизодах снимались Иван Худолеев, Ольга Бонус, Нина Шатерникова и Александра Хохлова

## Съёмочная группа
- Режиссёры — Владимир Гардин, Тамара Глебова, Андрей Горчилин, Евгений Иванов-Барков, Леонид Леонидов и Ольга Преображенская
- Сценаристы — Владимир Гардин и Анатолий Луначарский
- Операторы — Григорий Гибер и Александр Левицкий
- Художник — Тамара Глебова